# Eric Johansson (Leichtathlet)
Eric Johansson (später Umedalen; * 10. Februar 1904; † 22. Februar 1972) war ein schwedischer Hammerwerfer.
Bei den Leichtathletik-Europameisterschaften 1946 in Oslo gewann er Silber.
1946 wurde er Schwedischer Meister. Seine persönliche Bestleistung von 56,79 m stellte er am 4. Mai 1946 in Malmö auf. Im Jahr darauf endete seine sportliche Karriere, als wegen Manipulationen an seinem Wurfgerät eine Sperre gegen ihn verhängt wurde.